# Rapid Bukareszt (piłka nożna)

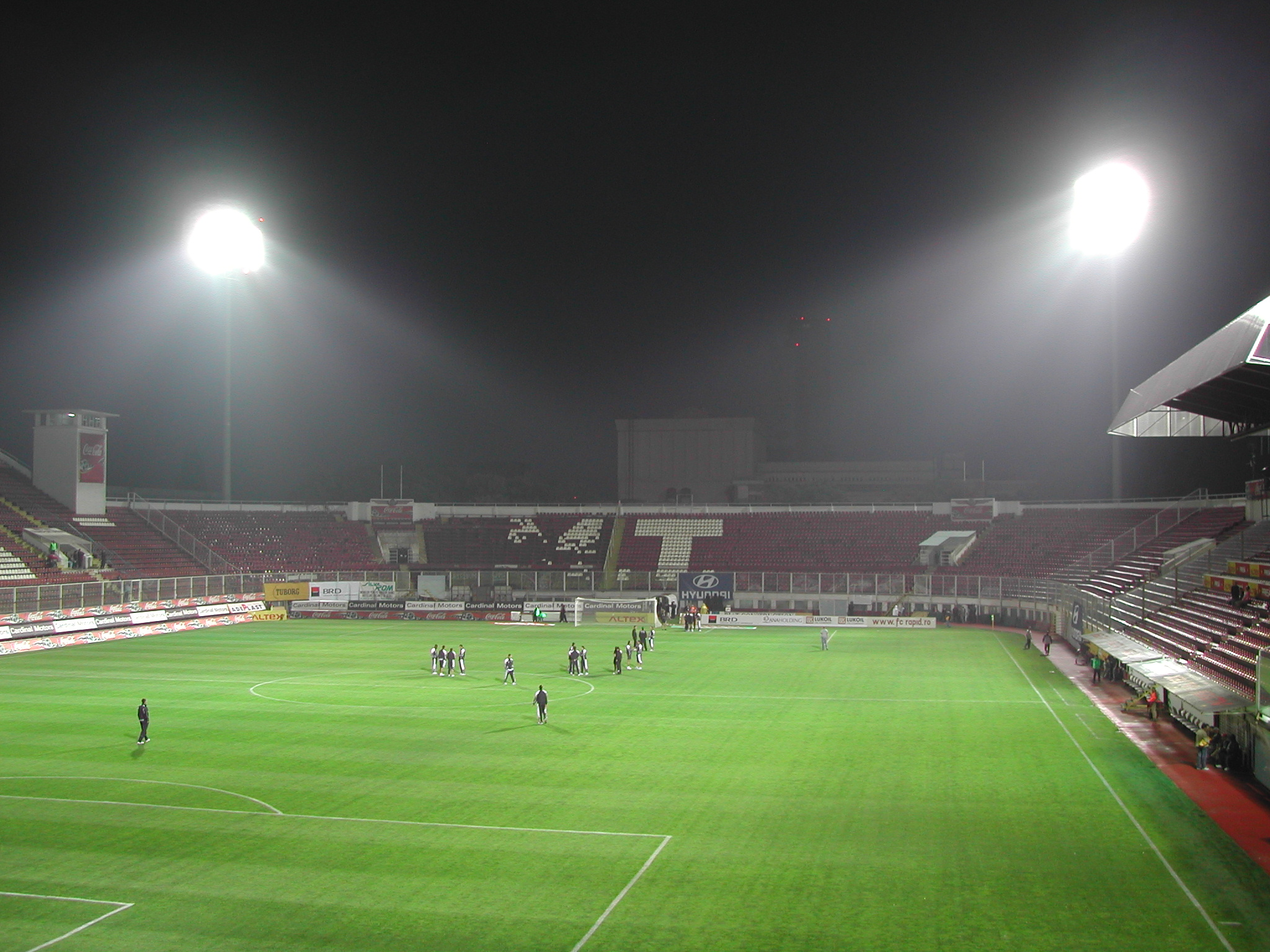
Stadion Giulești-Valentin Stănescu

Fotbal Club Rapid 1923 – rumuński klub piłkarski. W przeciwieństwie do innych klubów z Bukaresztu, Dinama i Steaua, Rapid nie jest tak utytułowany i często był degradowany do drugiej ligi. Obecnie klub jest własnością George Coposa, zamożnego rumuńskiego biznesmena.

## Historia
Klub powstał w 1923 roku w wyniku fuzji dwóch klubów: C.F.R. i Excelsioru. Początkowo grali w nim pracownicy rumuńskiej kolei. W 1931 r. po raz pierwszy awansował do pierwszej ligi. Po zamieszkach w 1933 roku klub stał się własnością rumuńskiego ministerstwa transportu aż do 1992 r. Jako jeden z niewielu klubów piłkarskich, uniknął reorganizacji po 1945 roku. Klub kilkakrotnie zmieniał nazwę. W ramach Pucharu Intertoto 22 czerwca 1997 roku w Wodzisławiu Śląskim wygrał z miejscową Odrą 4:2. W latach siedemdziesiątych i osiemdziesiątych klub balansował między pierwszą a drugą ligą. W sezonie 2005/2006 zespół dotarł do ćwierćfinału Pucharu UEFA, gdzie został wyeliminowany przez lokalnego rywala, Steaue.

## Osiągnięcia
Osiągnięcia krajowe
- Mistrzostwo Rumunii 3 razy: 1967, 1999, 2003
- Wicemistrzostwo Rumunii 14 razy: 1937, 1938, 1940, 1941, 1949, 1950, 1964, 1965, 1966, 1970, 1971, 1998, 2000, 2006
- Puchar Rumunii 13 razy: 1935, 1937, 1938, 1939, 1940, 1941, 1942, 1972, 1975, 1998, 2002, 2006, 2007
- Superpuchar Rumunii 4 razy: 1999, 2002, 2003, 2007
- Puchar Ligi rumuńskiej: 1994

Osiągnięcia międzynarodowe
- finał Puchar Mitropa: 1940
- Puchar Bałkanów: 1964, 1966
- ćwierćfinał Pucharu Zdobywców Pucharów 1972–1973
- ćwierćfinał Pucharu UEFA 2005-2006

## Skład na sezon 2023/2024
| Nr | Poz. | Piłkarz           |
| -- | ---- | ----------------- |
| 3  | OB   | Robert Bădescu    |
| 4  | PO   | Mattias Käit      |
| 6  | OB   | Paul Iacob        |
| 7  | NA   | Funsho Bamgboye   |
| 9  | NA   | Albion Rrahmani   |
| 10 | NA   | Alexandru Ioniță  |
| 11 | PO   | Borja Valle       |
| 15 | OB   | Iulian Cristea    |
| 17 | PO   | Ștefan Pănoiu     |
| 19 | OB   | Răzvan Onea       |
| 21 | OB   | Dragoș Grigore    |
| 22 | OB   | Cristian Săpunaru |
| 23 | PO   | Alexandru Albu    |
| 24 | OB   | Andrei Borza      |

| Nr | Poz. | Piłkarz           |
| -- | ---- | ----------------- |
| 25 | PO   | Xian Emmers       |
| 26 | PO   | Răzvan Oaidă      |
| 27 | PO   | Claudiu Petrila   |
| 29 | PO   | Gabriel Gheorghe  |
| 30 | NA   | Alexandru Stan    |
| 31 | BR   | Horațiu Moldovan  |
| 47 | OB   | Christopher Braun |
| 70 | PO   | Eduard Dănilă     |
| 80 | PO   | Cătălin Cîrjan    |
| 90 | BR   | Virgil Drăghia    |
| 91 | NA   | Omar El Sawy      |
| 93 | NA   | Kévin Soni        |
| 96 | PO   | Jayson Papeau     |
| 99 | BR   | Bogdan Ungureanu  |